# El Telègraf
|  | Per a altres significats, vegeu «El Telègraf (Castellbisbal)». |

El Telègraf és una muntanya de 200 metres al terme municipal de Montornès del Vallès, a la comarca del Vallès Oriental. Hi ha una torre coneguda com a Torre d'en Bosquerons.